# Destruction d’un cœur

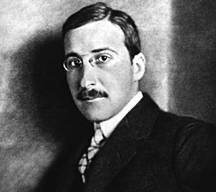
Stefan Zweig vers 1912.

Destruction d'un cœur (en allemand : Untergang eines Herzens) est une nouvelle de Stefan Zweig parue en 1927. À sa sortie, le recueil original contenait également Vingt-quatre heures de la vie d'une femme (Vierundzwanzig Stunden aus dem Leben einer Frau), La Confusion des sentiments (Verwirrung der Gefühle) ainsi que L'amour d'Erika Ewald (Die Liebe der Erika Ewald).